# Josip Kopinič
Josip Kopinič (1911. február 18. – 1997. május 26.) horvát kommunista pártmunkás, a nemzetközi kommunista mozgalom aktivistája, a titoizmus történetének egyik legtitokzatosabb alakja, ügynök, talán kettős ügynök. Ismert álnevei: Vokšin, Aleksandar, Vazduh (Levegő), Valdes, inž. Kadić.

## Élete, politikai szerepe
Tito zágrábi összekötőjeként működött a Komintern moszkvai központi irodái felé. A jugoszláv és a szovjet kommunista pártok mellett kapcsolatban állt az osztrák, a magyar, az olasz, a bolgár és a görög kommunista pártokkal is. Rádióállomása „Központ” („Centar”) néven a háború végéig folyamatosan működött, a német megszállóknak nem sikerült felfedezniük. A második világháború után Kopiničnak fontos szerep jutott a szovjet–jugoszláv kapcsolatok alakításában.